# Belaouadi
 (octobre 2021).
Si vous disposez d'ouvrages ou d'articles de référence ou si vous connaissez des sites web de qualité traitant du thème abordé ici, merci de compléter l'article en donnant les références utiles à sa vérifiabilité et en les liant à la section « Notes et références ».
Belaouadi est un village du nord de l'Algérie situé dans la commune de Larbaâ, dans la wilaya de Blida.

## Histoire
La majorité de la population de Larbâa, Ouled Slama et de Bougara est issue des Amazighs de l'Atlas blidéen de la confédération des Aït Moussa. À l'instar des autres confédérations voisines, les Aït Moussa sont des Sanhadjas qui se sont zénétisés avec le temps comme leur parler ; le tamazight de l'Atlas blidéen. Ce village fut créé en 1984 lors du découpage administratif de Larbaâ.

## Géographie

### Localisation
Le village de Larbaâ est Belaouadi qui est situé à l'ouest de la commune de Larbaâ, et à l'est de la wilaya de Blida.

### Culture
La culture arabe du tamazight en Kabylie.